# Уруша (река)
Уруша (эвенк.: уричи — место стоянок) — река в Амурской области России, левый приток Амура. Длина — 200 км, площадь водосборного бассейна — 3500 км².
Протекает по территории Тындинского и Сковородинского районов. Исток на северных склонах хребта Становик. Русло извилистое, с протоками и озёрами, в пойме много стариц. Впадает в Амур тремя рукавами. Высота устья — 278 м над уровнем моря.
Участок протяжённостью 30 км входит в гидрографическую сеть Урушинского природного заказника. На реке расположен одноимённый посёлок городского типа.

## Притоки
(км от устья)
- 114 км: река Кудеча (лв)

Бассейн Амура

- 143 км: река Большой Кенгурак (лв)
- 166 км: река Амуткачи (лв)

## Данные водного реестра
По данным государственного водного реестра России относится к Амурскому бассейновому округу, речной бассейн реки — Амур, речной подбассейн реки — Амур от слияния Шилки и Аргуни до впадения Зеи (российская часть бассейна), водохозяйственный участок реки — Амур от истока до впадения р. Зея.
Код объекта в государственном водном реестре — 20030300112118100019663.